# Immensee
Immensee est une localité du canton de Schwytz, en Suisse. Elle fait partie de la commune de Küssnacht.

## Géographie

Vue aérienne de 1600 m par Walter Mittelholzer (1934)

Le village d’Immensee offre une belle vue sur le lac de Zoug.

## Transports
Ligne ferroviaire CFF Lucerne-Bellinzone, à 19 km de Lucerne et à 151 km de Bellinzone

## Économie
- Calendaria, fabrique de calendriers Site de l’entreprise